# Puiseux-en-France
Puiseux-en-France egy község Franciaországban. Lakosainak száma 3755 fő (2022. január 1.).

## Földrajza
Puiseux-en-France Bellefontaine, Châtenay-en-France, Fontenay-en-Parisis, Louvres és Marly-la-Ville községekkel határos.

## Testvértelepülések
- Grafenberg